# Ulrich Freise

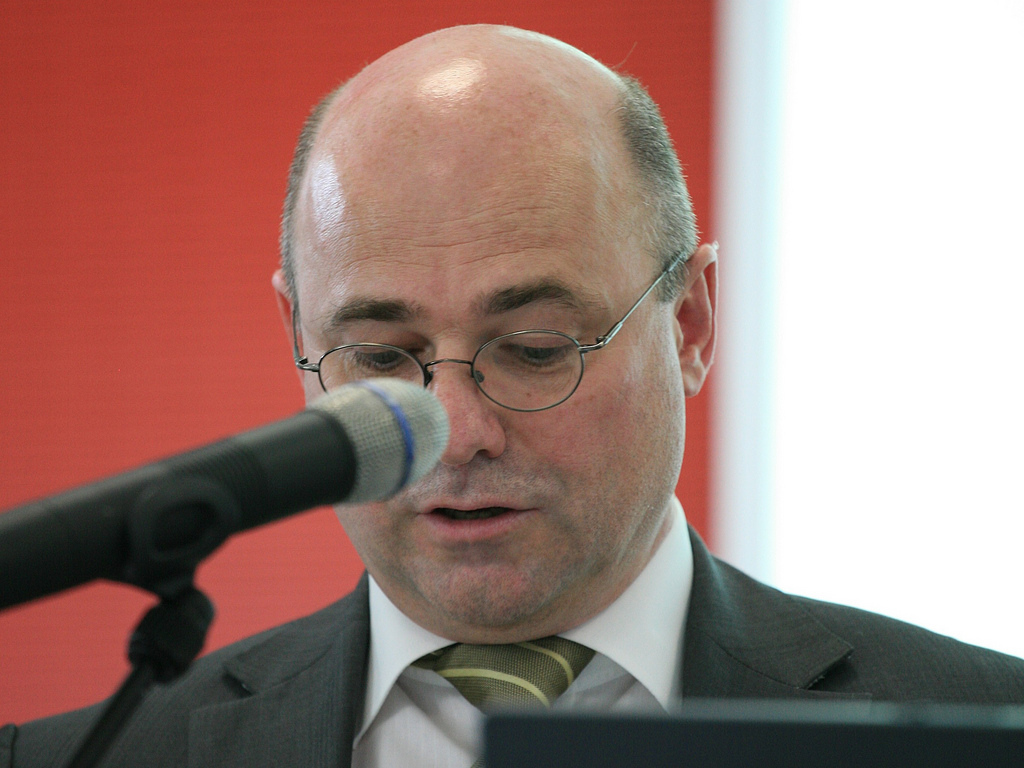
Ulrich Freise

Ulrich Freise (* 7. September 1955 in Köln) ist ein deutscher politischer Beamter (SPD). Er war von 2003 bis 2011 Staatssekretär in der Berliner Senatsverwaltung für Inneres und Sport.

## Leben und Beruf
Freise wuchs in den Städten Siegburg und Essen auf. Nach dem Grundwehrdienst studierte er in den Jahren 1975 bis 1981 Rechtswissenschaften in Bochum und Freiburg im Breisgau. Das Rechtsreferendariat legte er im Bezirk des Oberlandesgerichtes Karlsruhe ab, parallel dazu war er von 1982 bis 1983 als Assistent an der Universität Genf tätig.
Nach dem in Stuttgart abgelegten Zweiten Staatsexamen arbeitete Freise als Rechtsanwalt in Berlin. In den Jahren 1985 bis 1986 war er Staatsanwalt beim Landgericht Berlin, danach bis zum Jahr 1987 Richter am Amtsgericht Tiergarten. Anschließend wechselte er in die Senatsverwaltung für Justiz. Von 1996 bis 2003 leitete er im Justizministerium Mecklenburg-Vorpommern die Abteilung für Justizvollzug, Soziale Dienste und Gnadenwesen.
Aktuell ist Freise Mitglied der Geschäftsführung der PIN Mail AG. Hierdurch ist er auch Geschäftsführer um die PIN Services GmbH.
Ulrich Freise ist verheiratet und hat drei Kinder.

## Politik
Freise ist seit dem Jahr 1990 Mitglied der SPD.
Ab dem 3. Februar 2003 war Freise Staatssekretär in der von Ehrhart Körting (SPD) geführten Senatsverwaltung für Inneres (ab 2006 Senatsverwaltung für Inneres und Sport). Er war Nachfolger von Lutz Diwell, der Staatssekretär im Bundesministerium des Innern wurde. Freise war für den Bereich Inneres zuständig und zusätzlich IT-Staatssekretär des Landes Berlin. Im Rahmen der Verhandlungen zur Bildung der rot-schwarzen Koalition nach der Abgeordnetenhauswahl 2011 erhielt die CDU unter Frank Henkel die Zuständigkeit für das Innenressort. Freise wurde somit in den einstweiligen Ruhestand versetzt.